# Amadou Dia Ba
El Hadji Amadou Dia Ba (* 22. září 1958 Dakar) je bývalý senegalský atlet, který dosáhl největších úspěchů v běhu na 400 metrů překážek.

## Olympijské hry
Na olympijských hrách obsadil v roce 1984 ve finále závodu na 400 m překážek páté místo. V roce 1988 zaběhl ve finále svůj osobní rekord 47,23 s a obsadil druhé místo za Američanem Andrém Phillipsem. Získal tak pro Senegal jedinou olympijskou medaili v historii. Na OH 1992 vypadl v rozběhu. V letech 1984 a 1988 také běžel štafetový závod 4×400 m, jeho tým ani jednou nepostoupil do finále.

## Mistrovství světa
Na mistrovství světa v atletice skončil v závodě na 400 m překážek v roce 1983 sedmý a v roce 1987 pátý. V roce 1991 nepostoupil z rozběhu.

## Další závody
Na Afrických hrách startoval v roce 1978 ve skoku vysokém a získal bronzovou medaili. V roce 1987 vyhrál na Afrických hrách závod na 400 m překážek. Na mistrovství Afriky v atletice vyhrál v roce 1982 hladkou čtvrtku, v roce 1984 štafetu 4×400 m a v letech 1982, 1984, 1985 a 1988 400 m překážek. Získal také stříbrnou medaili na univerziádě 1983 a zlatou medaili na frankofonních hrách 1989.

## Osobní život
Jeho manželkou je modelka a šperkařka Maritess Damian.